# Stung Treng
Stung Treng (khmeră ស្ទឹងត្រែង) este un oraș din Cambodgia.